# International Academy of Television Arts and Sciences
L’International Academy of Television Arts and Sciences ou IATAS (Académie Internationale des Arts et des Sciences de la Télévision en français) est une organisation américaine à but non lucratif, basée à New York, composée de leaders des médias et du divertissement de tous les secteurs de l'industrie de la télévision, de plus de cinquante pays. Fondée en 1969, l'Académie internationale reconnaît l'excellence dans la production télévisuelle produite en dehors des États-Unis et décerne les International Emmy Awards dans dix-sept catégories.
En plus des Emmys internationaux, le programme annuel de l'Académie comprend les prestigieux International Emmy Awards Current Affairs & News et les International Emmy Kids Awards, et une série d'événements tels que la Journée internationale de l'Académie, le Festival International des Emmy Awards et des panels sur des sujets importants de l'industrie,.
L'IATAS a été cofondée par Ralph Baruch (1923-2016, président et chef de la direction de Viacom) et Ted Cott (1917-1973, directeur général de NBC), et était à l'origine connue sous le nom de Conseil international de la National Academy of Television Arts and Sciences (NATAS). Bruce Paisner est l'actuel président et chef de la direction de l'Académie.

## Historique

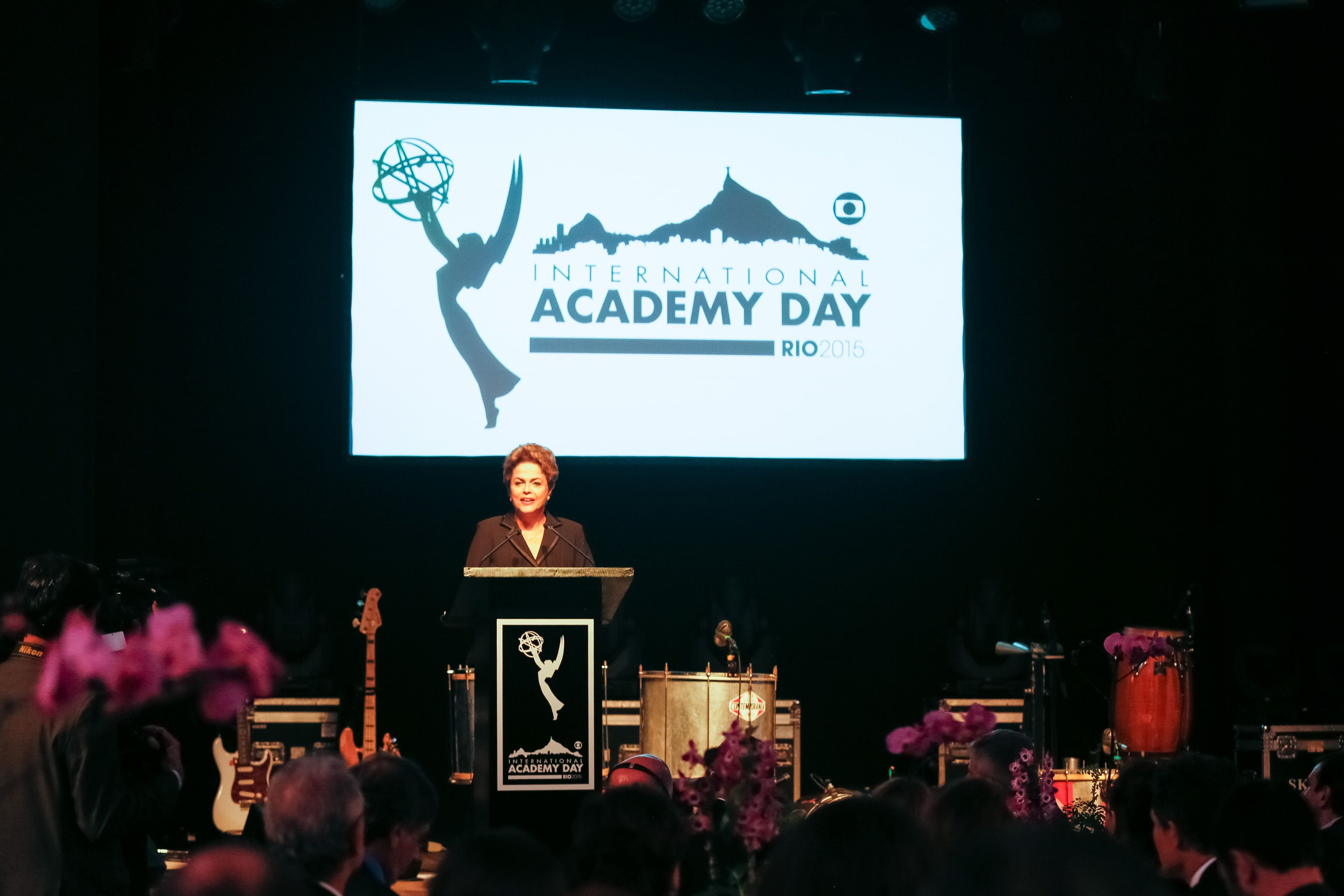
Le président brésilien Dilma Rousseff dans son discours lors de l'ouverture de la International Academy Day 2015, un événement annuel créé par l'Académie tenue dans la ville de Rio de Janeiro.

Au début de son histoire, l'Académie Internationale des Arts et des Sciences de la Télévision faisait partie de l'Académie Nationale des Arts et des Sciences de la Télévision (NATAS); cependant, fonctionnant avec son propre conseil d'administration avec une orientation mondiale. Fondée en 1969, IATAS est une organisation de personnalités des médias et du divertissement de plus de 500 entreprises de 60 pays dans tous les secteurs de la télévision, y compris Internet, le mobile et la technologie. Sa mission est de reconnaître l'excellence du contenu produit exclusivement pour la télévision en dehors des États-Unis, ainsi que la programmation aux heures de grande écoute en langue non anglaise conçue pour la télévision américaine. Les prix sont décernés lors du gala des International Emmy Awards, qui se tient chaque année en novembre au New York Hilton Midtown, attirant plus de 1 200 professionnels de la télévision chaque année.
Les premiers International Emmy Awards, tels que nous les connaissons aujourd'hui, ont été organisés en 1973. Outre le Gala, l'Académie Internationale produit également le Festival International des Emmy Awards. Le Festival présente les programmes nommés aux International Emmy Awards de l'année en cours et présente des producteurs et des réalisateurs qui parlent de leur travail. En 1999, l'Académie a ensuite reconnu l'excellence dans la couverture de l'actualité internationale avec les Emmy Awards for Current Affairs & News. Les International Emmy Kids Awards ont été lancés en 2013 et ont lieu chaque année en février à New York.

## Catégories de récompense
Actuellement, les International Emmy Awards sont décernés dans les catégories suivantes:

### Catégories de programmation et d'acteur
Présenté aux International Emmy Awards, en novembre à New York.
- Meilleure performance d'un acteur
- Meilleure performance d'une actrice
- Meilleure programmation artistique
- Meilleure série comique
- Meilleur documentaire
- Meilleur documentaire sportif
- Meilleure série dramatique
- Meilleure série courte
- Meilleur divertissement non scénarisé
- Meilleur telenovela
- Meilleur téléfilm / mini-série
- Meilleur programme américain de langue non anglaise

### Catégories d'actualités internationale
Présenté aux News & Documentary Emmy Awards en octobre à New York.
- Meilleur programme d'actualités (Current Affairs)
- Meilleur programme d'informations (News)

### Catégories enfants
- Meilleure série d'animation (Kids: Animation)
- Meilleur programme factuel & divertissement (Kids: Factual & Entertainment)
- Meilleure série (Kids: Series Live-action)

### Autres catégories
En plus de présenter les Emmys internationaux pour la programmation et la performance, l'Académie internationale décerne deux prix spéciaux: le prix International Emmy Founders Award et le International Emmy Directorate Award.
La Fondation de l'Académie présente également le prix annuel Sir Peter Ustinov Television Scriptwriting Award pour les jeunes écrivains de télévision.